# Elaeagia mariae
Elaeagia mariae är en måreväxtart som beskrevs av Hugh Algernon Weddell. Elaeagia mariae ingår i släktet Elaeagia och familjen måreväxter.
Artens utbredningsområde är Peru. Inga underarter finns listade i Catalogue of Life.